# Czarny Las (powiat łęczyński)
Czarny Las – wieś w Polsce w województwie lubelskim, w powiecie łęczyńskim, w gminie Ludwin. Leży przy krasowych jeziorach Uściwierz i Bikcze, a okolona od północy pozostałościami rosnącego na czarnej ziemi lasu.
W latach 1975–1998 miejscowość administracyjnie należała do ówczesnego województwa lubelskiego.
Wieś stanowi sołectwo gminy Ludwin. Według Narodowego Spisu Powszechnego z roku 2011 wieś liczyła 105 mieszkańców.